# Bitwa pod Piątkiem (1593)
Bitwa pod Piątkiem (Piątką) – starcie zbrojne między prywatnymi wojskami magnatów polskich a Kozakami w czasie powstania Kosińskiego rozegrane 2 lutego 1593.
Po zdobyciu przez wojska Krzysztofa Kosińskiego miejscowości: Biała Cerkiew, Trypol, Perejasław i zameczku Ostropol oraz złupieniu majątków ziemskich należących do Ostrogskich, król Zygmunt III Waza ogłosił 16 stycznia 1593 uniwersał, zwołujący pospolite ruszenie szlachty województw: kijowskiego, bracławskiego i wołyńskiego.
Do bitwy doszło 2 lutego 1593 w okolicach miasteczka Piątka. Wojska Kosińskiego zostały rozbite przez wojska prywatne księcia Janusza Ostrogskiego, Wiśniowieckich i innych magnatów.
10 lutego Kosiński i inni przywódcy kozaccy podpisali kapitulację wobec zwycięskich magnatów. Sam Kosiński nie dotrzymał jednak warunków kapitulacji i zbiegł na Zaporoże, aby zebrać kolejny oddział Kozaków gotowych kontynuować walkę.